# Recopa Sudamericana 2006
Čtrnáctý ročník Recopa Sudamericana byl odehrán ve dnech 7. září a 14. září 2006. Ve vzájemném dvouzápase se střetli vítěz Poháru osvoboditelů v ročníku 2005 – São Paulo FC a vítěz Copa Sudamericana v ročníku 2005 – CA Boca Juniors.

## 1. zápas
| 7. září 2006     |       |                    |                                                                     |
| CA Boca Juniors  | 2 : 1 | São Paulo FC       | La Bombonera, Buenos Aires diváci: 35 426 rozhodčí: Carlos Amarilla |
| Palacio 53', 73' |       | 30' Thiago Ribeiro | La Bombonera, Buenos Aires diváci: 35 426 rozhodčí: Carlos Amarilla |

## 2. zápas
| 14. září 2006                   |       |                         |                                                                   |
| São Paulo FC                    | 2 : 2 | CA Boca Juniors         | Estádio do Morumbi, São Paulo diváci: 19 861 rozhodčí: Óscar Ruiz |
| Jenílson 34' Rodríguez 85' (vl) |       | 40' Palacio 75' Palermo | Estádio do Morumbi, São Paulo diváci: 19 861 rozhodčí: Óscar Ruiz |

## Vítěz
| Recopa Sudamericana 2006 CA Boca Juniors (3. vítězství) |